# Gangsti
En gangsti er en sti der primært er for gående mennesker.
Færdselsmæssigt er det en sti der er forbeholdt fodgængere, og hvor man altså ikke må cykle eller køre med motorkøretøjer. Dette ord svarer til cykelsti for cyklister.
I terrænet hvor stier ofte opstår som følge af mange menneskers og dyrs færden samme sted, er en gangsti ofte et udtryk for en sti hvor man ikke KAN færdes med hjul, selvom mange mountainbikere forsøger sig alligevel.